# Cessna 402
Les Cessna 401 et 402 sont des séries d'avions légers de 6 à 10 places. Cette série a été fabriquée par Cessna de 1966 à 1985 sous les noms Utiliner et Businessliner. Tous les sièges sont facilement amovibles, de sorte que l’avion puisse être utilisé dans une configuration tout cargo. Ni le Cessna 401 ni le 402 ne sont pressurisés, Cessna voulait que leur achat et leur exploitation soient peu coûteux.

## Développement
Les Cessna 401 et 402 ont été développés pour être des avions à deux moteurs à piston non pressurisés. Leur objectif était d'être un bourreau de travail, utile pour les compagnies aériennes cargo et les petits transporteurs aériens.
Les Cessna 401 et 402 ont été développés à partir du Cessna 411. L'un des objectifs du Cessna 401/402 était d'améliorer le Cessna 411 qui n'avait qu'un seul moteur. Un autre objectif était d'éviter d'utiliser les moteurs à engrenages quelque peu coûteux et sujets à l'entretien du Cessna 411.
Les Cessna 401 et 402 sont équipés de moteurs Continental turbocompressés de 300 ch (224 kW) avec des hélices à trois pales, à vitesse constante et à mise en drapeau. Sur les derniers modèles, la puissance de croisière était limitée à 75% afin de réduire le bruit en cabine. Certains aéronefs ont un synchrophaseur à hélice pour réduire le bruit et les vibrations en cabine.
La FAA a certifié le Cessna 401 en octobre 1968 et le 402 en janvier 1969.
Le Cessna 402 original a été introduit en 1967. Une version sans la grande porte cargo appelée Cessna 401 a été produite au même moment.
En 1969, le nez du 402 a été étiré pour augmenter l'espace de chargement. Ce modèle a été renommé en 402A. Le 401 a conservé le nez d'origine.
En 1970, diverses modifications mineures ont été apportées. De plus, des réservoirs de carburant plus grands (696 litres) en option sont devenus disponibles. Ce modèle s'appelait le 402B.
En 1971, les ventes du 401 n’étant plus qu'au nombre de 21, le modèle a été abandonné.
Entre 1971 et 1977, de nombreux changements ont été apportés à la cellule, notamment un extincteur d’incendie facultatif (1971), un système d’échappement plus simple (1972), des fenêtres élargies pour les passagers (1973), du matériel de vol dans des conditions de givrage connues (1975) et un WC optionnel avec chasse d'eau (1977).
En 1979, les 402 ont reçu de nouvelles ailes, avec une portance plus grande d'un mètre et demi. Le train d'atterrissage a été remplacé à l'aide du système plus simple du Cessna 414. La puissance des moteurs a été portée à 325 ch chacun et la masse brute maximale à 3107 kilogrammes, ce qui a créé un avion beaucoup plus utile. La capacité de carburant a été portée à 806 litres. Après ce changement, l'avion pris le nom de Cessna 402C. La production a cessé en 1985.

### Modifications
En 1969, American Jet Industries a commencé les travaux de conversion du Cessna 402, baptisé Turbo Star 402, utilisant des moteurs à turbopropulseur Allison 250-B17. Le prototype a volé pour la première fois le 10 juin 1970 Des modifications supplémentaires ont été apportées en 1974, entraînant une augmentation de la quantité de carburant, une masse brute plus élevée et une vitesse de décrochage inférieure. Scenic Airlines (en) à Las Vegas a acheté les droits sur le dessin en 1977.
Le Cessna 402C peut être équipé de générateurs de vortex pour augmenter la masse maximale autorisée au décollage à 3 210 kg, avec une masse sans carburant de 3 062 kg (6 750 lb).
Une autre modification apportée au 402C fait passer la masse maximale à l'atterrissage à 3 266 kg, ce qui permet aux exploitants commerciaux de voler avec une charge utile accrue sur des itinéraires plus courts.
Hendrik Venter, de DMI Engineering, a créé le Falcon 402: un Cessna 402 reconverti équipé d'un seul turbopropulseur Walter M601 (en) à l'avant et remplaçant les deux moteurs à pistons situés dans les ailes par de nouveaux réservoirs de carburant. Le nez a été allongé afin de corriger le centre de gravité. Il a une charge utile et une vitesse de pointe accrues et peut utiliser des pistes plus courtes.

## Variantes

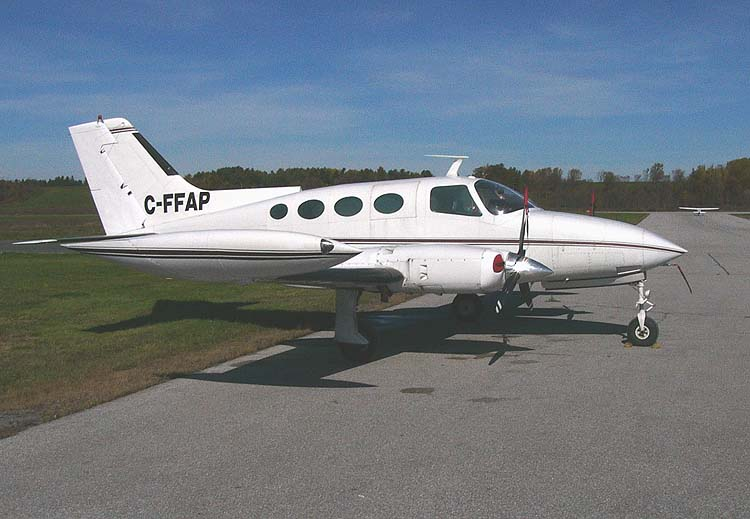
Le Cessna 402 de 1967 avec quatre fenêtres ovales caractéristiques du début de production du 402

Cette famille d’avions a été construite en plusieurs versions :
401
Intérieur de six à huit places destiné au transport professionnel. Produit de 1966 à 1972, il fut certifié le 20 septembre 1966,.
401A
Un 401 avec des modifications mineures,. Certifié le 29 octobre 1968,.
401 B
Un 401A avec des modifications mineures, remplacé plus tard par le 402B. Certifié le 12 novembre 1969,.
402
Un 401 avec une configuration utilitaire (pour le fret) ou une utilisation de banlieue à neuf places. Certifié le 20 septembre 1966,.
402A
Un 402 avec un compartiment à bagages, un nez allongé et une porte facultative pour l’équipage. Certifié le 3 janvier 1969,.
402B Utiliner/Businessliner
402A avec des modifications mineures, à partir de 1972, augmentation du volume de la cabine et cinq fenêtres de chaque côté. Certifié le 12 novembre 1969,.
- La version Utiliner a un intérieur de dix sièges.
- La version Businessliner comprend un intérieur de six à huit places avec des sièges exécutifs destinés au transport d'entreprise.

402C Utiliner/Buisnessliner
402B avec moteurs de 325 cv, masse au décollage accrue, envergure plus grande, sans réservoirs principaux et train hydraulique au lieu de train électrique. Certifié le 25 septembre 1978,.

## Opérateurs

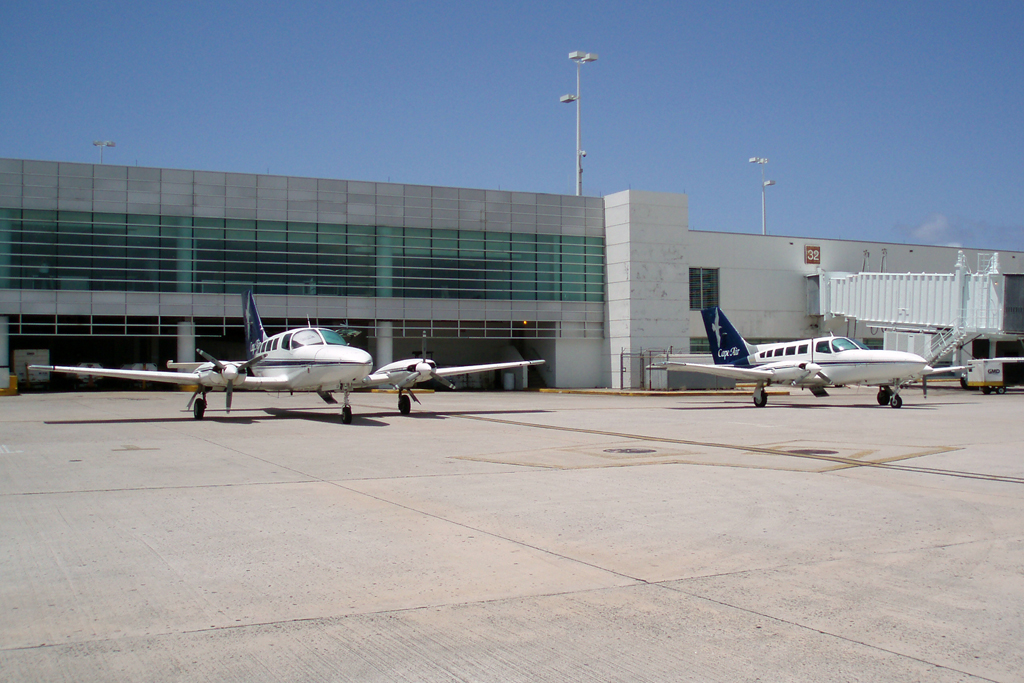
Deux Cessna 402C de Cape Air à San Juan, Porto Rico

### Civils
Le Cessna 402 s’est avéré très fiable au fil des années, ce qui, avec sa portée et sa capacité en passagers, en a fait un choix populaire pour de nombreuses petites compagnies aériennes régionales dans le monde. Les avions empruntent généralement des liaisons courtes vers des hubs où les passagers peuvent emprunter des liaisons plus importantes.
Le plus grand opérateur est Cape Air, qui, en mars 2015, comptait plus de 83 Cessna 402 en activité dans les Caraïbes, en Micronésie et aux États-Unis,.

### Militaire

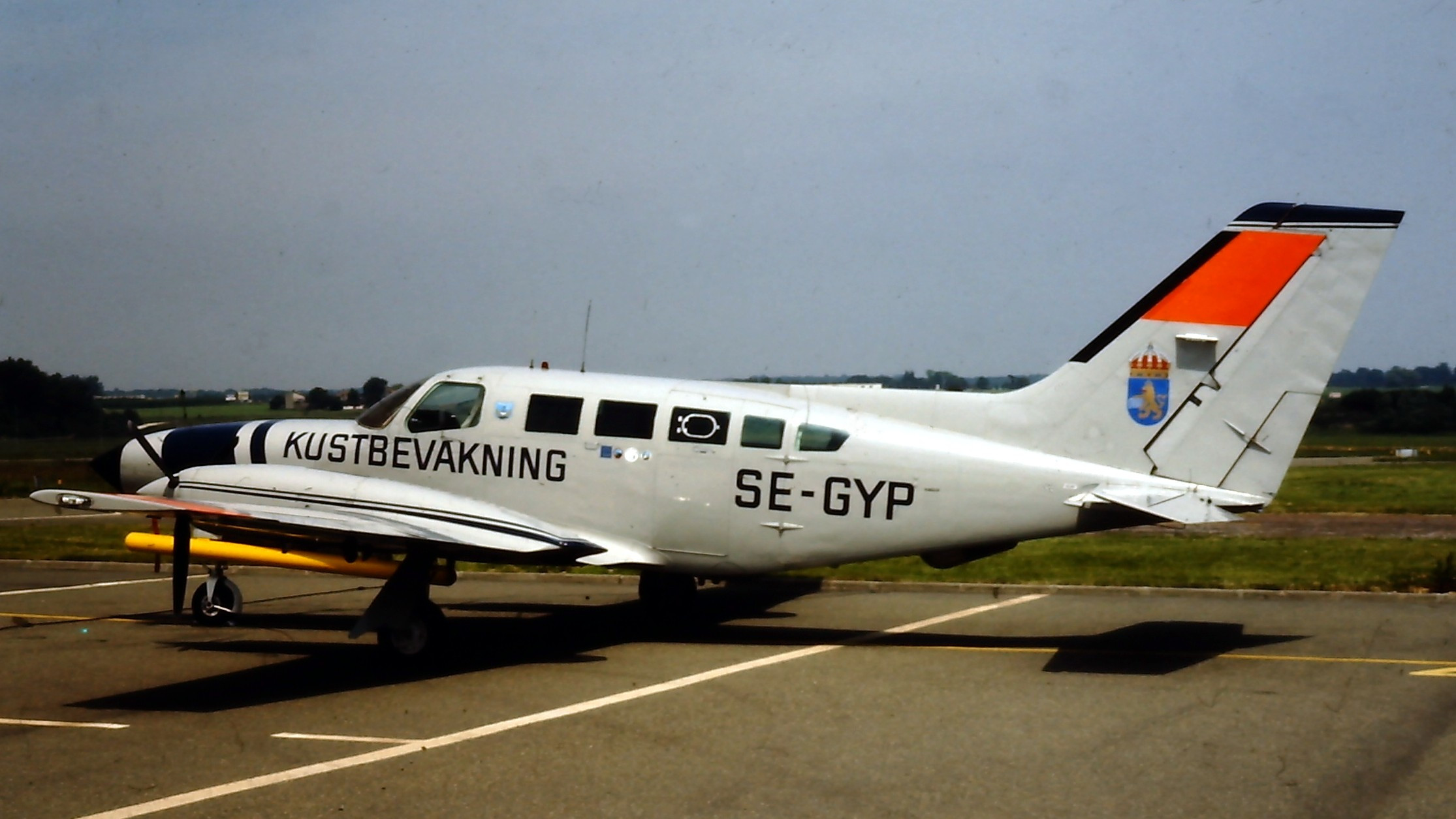
Un Cessna 402C des garde-côtes suédois en 1981

Barbade
- Barbados Defence Force

 Bolivie
- Force aérienne bolivienne[14]
- Marine bolivienne[14]

 Colombie
 Comores
- Forces aériennes des Comores[16]

 Finlande
- Armée de l'air finlandaise[17], ancien opérateur de deux appareils

 Haïti
- Forces armées d'Haïti[18]

 Malaisie
- Armée de l'air royale de Malaisie[19]

 Mexique
- Marine mexicaine[20]

 Portugal
- Force aérienne portugaise - Un 402B utilisé de 1968 à 1974[21].

 Venezuela
- Marine vénézuélienne[22]

## Accidents
La chanteuse américaine de R&B, Aaliyah, est décédée avec huit autres personnes, dont le pilote, deux coiffeurs-stylistes, une maquilleuse, un garde du corps et trois professionnels de la communication, lorsqu'un Cessna 402B immatriculé N8097W s'est écrasé peu après le décollage le 25 août 2001 vers 18 h 50, à Marsh Harbour, aux Bahamas. Il a été déterminé que la cause principale de l'accident était un aéronef mal chargé, pesant environ 317 kg de plus que sa masse maximale au décollage, et un centre de gravité situé à l'arrière de l'appareil. Les enquêteurs ont découvert que le pilote, Luis Morales III, était sans licence au moment de l'accident et qu'il avait des traces de cocaïne et d'alcool dans son système sanguin,. La famille d'Aaliyah a plus tard intenté un procès pour mort injustifiée contre Blackhawk International Airways, qui a été réglé à l'amiable.

Le 9 février 2021 un Cessna 402B appartenant à la Force aérienne paraguayenne s'est écrasé sur la base aérienne de Luque causant la mort de sept passagers et membres d'équipage se trouvant à son bord. Une personne a survécu à l'accident.

## Caractéristiques (402C)
Données de Plane & Pilot, Airliners.net, The Incomplete Guide to Airfoil Usage
Caractéristiques générales
- Équipage : Un ou deux
- Capacité : Jusqu'à 9 passagers selon la configuration
- Longueur : 11.09 m
- Envergure : 13.45 m
- Hauteur : 3.49 m
- Surface alaire : 21.0 m²
- Masse à vide : 1,845 kg
- Masse typique : 3,114 kg
- Charge utile : 1262 kg
- Masse maximale au décollage : 3,107 kg

 Performances 
- Vitesse à ne jamais dépasser : 230 nœuds (428 km/h)
- Vitesse maximale : 230 nœuds (428 km/h)
- Vitesse de décrochage : 71 nœuds (132 km/h)
- Distance franchissable : 2,360 km
- Plafond : 26,900 pieds (8,200 m)
- Vitesse ascensionnelle : 7,36 m/s
- Charge alaire : 148 kg/m²